# Colpochila obscuricornis
Colpochila obscuricornis är en skalbaggsart som beskrevs av Blanchard 1850. Colpochila obscuricornis ingår i släktet Colpochila och familjen Melolonthidae. Inga underarter finns listade i Catalogue of Life.